# Chiesa di Santa Maria Nascente (Gambarogno)
La chiesa di Santa Maria Nascente è un edificio religioso neoclassico che si trova a Caviano, frazione di Gambarogno in Canton Ticino.

## Storia
L'attuale chiesa sorge al posto di un edificio di culto preesistente, la cui prima menzione risale al 1719: l'edificio precedente, un oratorio dedicato a San Carlo Borromeo, risaliva al XVII secolo e a sua volta era stato costruito al posto di una cappella, forse medievale. L'edificio attuale fu costruito su progetto di Giovanni Nosetti a partire dal 1845 circa e nel 1846 fu aggiunto il campanile, realizzato da Bernardo Mangezi. Nel 1850, ottenuta l'autonomia dalla parrocchia di Sant'Abbondio, la chiesa diventò sede parrocchiale. L'edificio disegnato da Nosetti, che impostò la chiesa su una navata unica con un coro semicircolare, tuttavia, fu portato a termine nel 1864 da Francesco Galli, che completò la navata e le conferì, attraverso l'assetto della facciata, un aspetto pienamente neoclassico.